# Sonderbundskrieg
Geltwil – Lunnern – Cormagnon und Bertigny – Airolo – Schüpfheim – Gisikon – Wollerau
Der Sonderbundskrieg war ein Bürgerkrieg in der Schweiz. Er dauerte vom 3. bis zum 29. November 1847 und war die letzte militärische Auseinandersetzung auf Schweizer Boden. Als Ergebnis wurde durch die Bundesverfassung vom 12. September 1848 die Schweiz vom Staatenbund zum Bundesstaat geeint.

## Anlass
Anlass für den Krieg war die Gründung des Sonderbundes durch die konservativ regierten katholischen Kantone Luzern, Schwyz, Uri, Zug, Ob- und Nidwalden, Freiburg und Wallis. Ziel des Bundes waren die Abwehr der von den liberalen Ständen geduldeten Freischarenzüge gegen konservativ regierte Kantone und die Verteidigung der katholischen Kirche gegen die liberalen Kantone. Letztere waren mehrheitlich reformiert, allerdings nicht ausschliesslich (die traditionell katholischen Kantone Solothurn und Tessin sowie der konfessionell gemischte Kanton St. Gallen standen ebenfalls auf der liberalen Seite). Im Konflikt äusserten sich verschiedene Vorstellungen über die politische und gesellschaftliche Ordnung der Eidgenossenschaft: Während Liberale und Radikale seit Anfang der 1830er Jahre auf die Schaffung eines zentralen Bundesstaats hinarbeiteten (siehe Regeneration), lehnten die konservativen Kräfte, die besonders in den katholischen Kantonen stark waren, einen Bundesstaat mit dem Verweis auf die traditionelle Souveränität der Kantone ab.

## Vorgeschichte

### Die Badener Artikel
Als Folge der Julirevolution von 1830 zerbrach die durch die Restauration vermeintlich festgefügte konservative Macht in der Schweiz. In zwölf Kantonen wurden während der Regeneration die Verfassungen im Sinne der Liberalen umgestaltet. Dadurch geriet die bisher praktizierte Einvernehmlichkeit von Kirche und Staat in Gefahr, da eine zentrale Forderung des Liberalismus darin bestand, die Kirche der staatlichen Kontrolle zu unterwerfen und insbesondere den Einfluss der Kirche im Erziehungswesen zurückzudrängen. Dies weckte vor allem im katholischen, aber auch im reformierten Klerus Widerstand. Die katholische Kirche war tendenziell stärker betroffen, da die Eingriffe der Kantone in das Kirchenleben eine direkte Konkurrenz der päpstlichen Macht darstellten. Den Katholiken sagte man damals nach, sie seien direkt von Rom gesteuert, und bezeichnete sie deshalb als «Ultramontane».
Am 27. Januar 1834 beschlossen die Kantone Luzern, Bern, Zug, Solothurn, Basel-Landschaft, St. Gallen, Aargau und Thurgau nach einer vom 20. bis 27. Januar dauernden Konferenz in Baden die Badener Artikel, um die staatlichen Ansprüche gegenüber der katholischen Kirche durchzusetzen. In St. Gallen scheiterte die Durchführung 1835 aber in einer Volksabstimmung, Bern trat ebenfalls 1835 infolge der Erregung im katholischen Jura von den Beschlüssen zurück.

### Putsch in Zürich (Züriputsch)
In Zürich kam es zu einer konservativ-reformierten Auflehnung gegen die liberale Regierung, als 1839 der Verfasser des umstrittenen theologischen Werkes «Das Leben Jesu, kritisch bearbeitet», David Friedrich Strauss, an die neu gegründete Hochschule berufen wurde: Eine Schar Bauern rückte am 6. September in die Stadt Zürich ein und erzwang den Sturz der liberalen und die Einsetzung einer konservativen Regierung.

### Konservative Wende in Luzern
Im bisher freisinnigen Luzern erlangten die von Josef Leu und Constantin Siegwart-Müller geführten Ultramontanen am 1. Mai 1841 bei einer von ihnen ins Werk gesetzten Verfassungsrevision den Sieg. Dadurch ermutigt, forderten sie von der Tagsatzung, dass der Kanton Aargau gezwungen werde, die im Rahmen des Aargauer Klosterstreits im Januar 1841 aufgehobenen Klöster des Kantons wiederherzustellen. Der Aargau wehrte sich gegen den Entschluss, und als sich die Tagsatzung am 31. August 1843 mit dem Anerbieten Aargaus zufrieden erklärte, der erwähnten Forderung nur hinsichtlich der vier Frauenklöster nachzukommen, vereinigten sich die Kantone Luzern, Zug, Uri, Schwyz, Obwalden, Nidwalden, Wallis und Freiburg im September 1843 zum Beschluss, sich von der Schweizerischen Eidgenossenschaft zu trennen, wenn die Aargauer Klöster nicht vollständig wiederhergestellt würden.

### Berufung der Jesuiten und Freischarenzüge
Die gewaltsame Niederwerfung der Liberalen im Wallis durch die Ultramontanen und die Berufung der Jesuiten an die höheren Lehranstalten von Luzern steigerten den Parteienhass aufs Höchste und führten dazu, dass der politische Konflikt zwischen dem liberal-radikalen und dem konservativen Lager stark konfessionalisiert wurde. Denn der ultrakonservative Jesuitenorden war in der Schweiz umstritten und galt nicht nur den Liberalen als Sinnbild für die Gegner der Aufklärung und die Einflussnahme päpstlicher Macht, sondern auch den konservativen Reformierten. Während es vorher von ihrer Seite Widerstand gegen den Liberalismus gegeben hatte (z. B. den oben genannten Züriputsch), sahen sie nun in den Jesuiten eine weit grössere Bedrohung und schlugen sich daher auf die Seite der Liberalen. Selbst gemässigte Konservative hatten sich in Luzern gegen die von den Ultramontanen seit Jahren geforderte Berufung der Jesuiten gewehrt. Im Vertrauen auf Freischaren aus anderen Kantonen versuchten die Luzerner Radikalen mit einem ersten «Freischarenzug» am 8. Dezember 1844, die klerikale Regierung mit Gewalt zu beseitigen; das Unternehmen scheiterte jedoch kläglich und wurde von den konservativen Kräften dazu benutzt, ihre Gegner durch Einkerkerungen, Verbannungen und Gütereinziehungen zu vernichten. Ebenso wurde ein zweiter Angriff von Freischärlern unter dem früheren Luzerner Regierungsrat Jakob Robert Steiger und dem Berner Ulrich Ochsenbein auf Luzern am 31. März 1845 blutig zurückgewiesen; auf der Flucht wurden 104 Freischärler erschlagen und etwa 1800 gefangen genommen. Unter den Gefangenen war auch Steiger, der zum Tode verurteilt wurde, jedoch aus der Haft fliehen konnte.

### Der Sonderbund

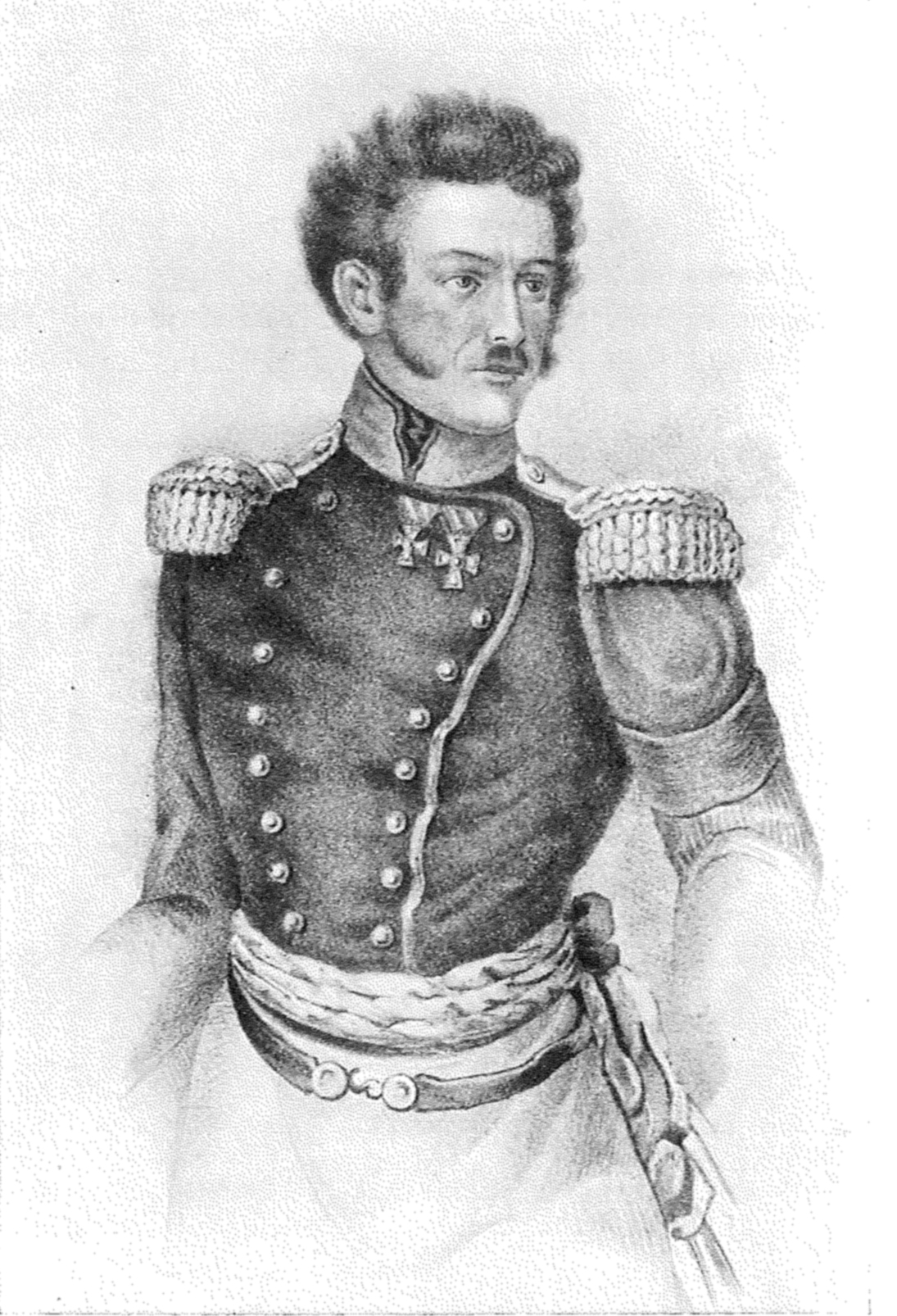
Der konservative Bündner Johann Ulrich von Salis-Soglio, General des Sonderbundes 1847

Die Furcht vor weiteren Freischarenzügen sowie die Ermordung des konservativen Politikers Josef Leu durch einen radikalen Bauern veranlassten die konservativen Kantone im Dezember 1845, einen förmlichen Bund abzuschliessen und denselben zum etwaigen Widerstand gegen widerrechtliche Beschlüsse der Tagsatzung, die dem Bundesvertrag von 1815 entgegenstanden, der das Bestehen der Klöster garantierte, militärisch zu organisieren.
Zudem befürchteten die konservativen Kantone Einmischungen eines liberal regierten Bundesstaates in ihre bisherigen Kompetenzen. Die Stimmung im katholischen Volk wurde durch Politiker und Priester weiter angeheizt, da man ihm verkündete, der katholische Glaube werde durch die liberalen Kantone bedroht. Insbesondere in der Innerschweiz zog die Bevölkerung eine Parallele zum blutigen Einmarsch der Franzosen 1798 und befürchtete das Schlimmste.

### Die Reaktion der Liberalen
Sobald die Existenz und der Inhalt des anfangs geheim gehaltenen Bündnisses bekannt wurden, beantragte Zürich im Sommer 1846 auf der Tagsatzung, den Sonderbund gemäss dem Bundesvertrag für aufgelöst zu erklären. Der Antrag erhielt aber erst die erforderliche Mehrheit der Stimmen der Kantone, nachdem im Juli 1847 in Genf und St. Gallen die liberale Partei an die Macht gekommen war. Zusätzlich wurden eine Revision des Bundesvertrages und die Ausweisung des Jesuitenordens aus der Schweiz beschlossen. Da die sieben Sonderbundskantone, auf Österreichs und Frankreichs Hilfe vertrauend, allen Mahnungen und Vermittlungsversuchen unzugänglich blieben und eifrig rüsteten, entschied sich die Tagsatzung zu Bern am 4. November 1847 zur Anwendung von Waffengewalt. Zwar stand die gewaltsame Auflösung des Sonderbundes, gestützt auf den 1815 aus konservativem Zeitgeist heraus entstandenen Bundesvertrag, juristisch auf wackligem Fundament, die liberalen Kantone waren indes nicht bereit, sich in dieses rechtliche Korsett einbinden zu lassen.

### Internationales Umfeld des Konfliktes
Die drei konservativen Grossmächte Europas sowie Frankreich unterstützten die konservativ-katholischen Kräfte des Sonderbundes politisch-diplomatisch, zum Teil auch militärisch-logistisch: Der österreichische Feldmarschall Radetzky schickte aus Italien 3'000 Gewehre, die jedoch in Lugano abgefangen wurden, ausserdem zog Österreich Truppen in Vorarlberg zusammen. Der französische Gesandte Bois-le-Comte, «in herzlichem Einvernehmen mit seinem österreichischen Kollegen», versäumte nichts, «was die sieben Kantone kräftigen und ermutigen konnte», und auch Frankreich versuchte, Waffen zu schicken. Für Preussen und Russland stand die Abwehr jeglicher liberaler Bestrebungen im Vordergrund, auch wenn sie aus geographischen Gründen nicht direkt in den Konflikt eingriffen.
Demgegenüber unterstützte Grossbritannien die liberalen Kräfte politisch-diplomatisch, denn es war die Einsicht des damaligen britischen Aussenministers Palmerston, «dass die Gegenüberstellung zu den absolutistischen Regierungen der Hebel und Stützpunkt der Macht Englands in Europa, sein sicherster Verbündeter die allgemeine Achtung der Freiheit suchenden Völker» sei.

## Kriegshandlungen

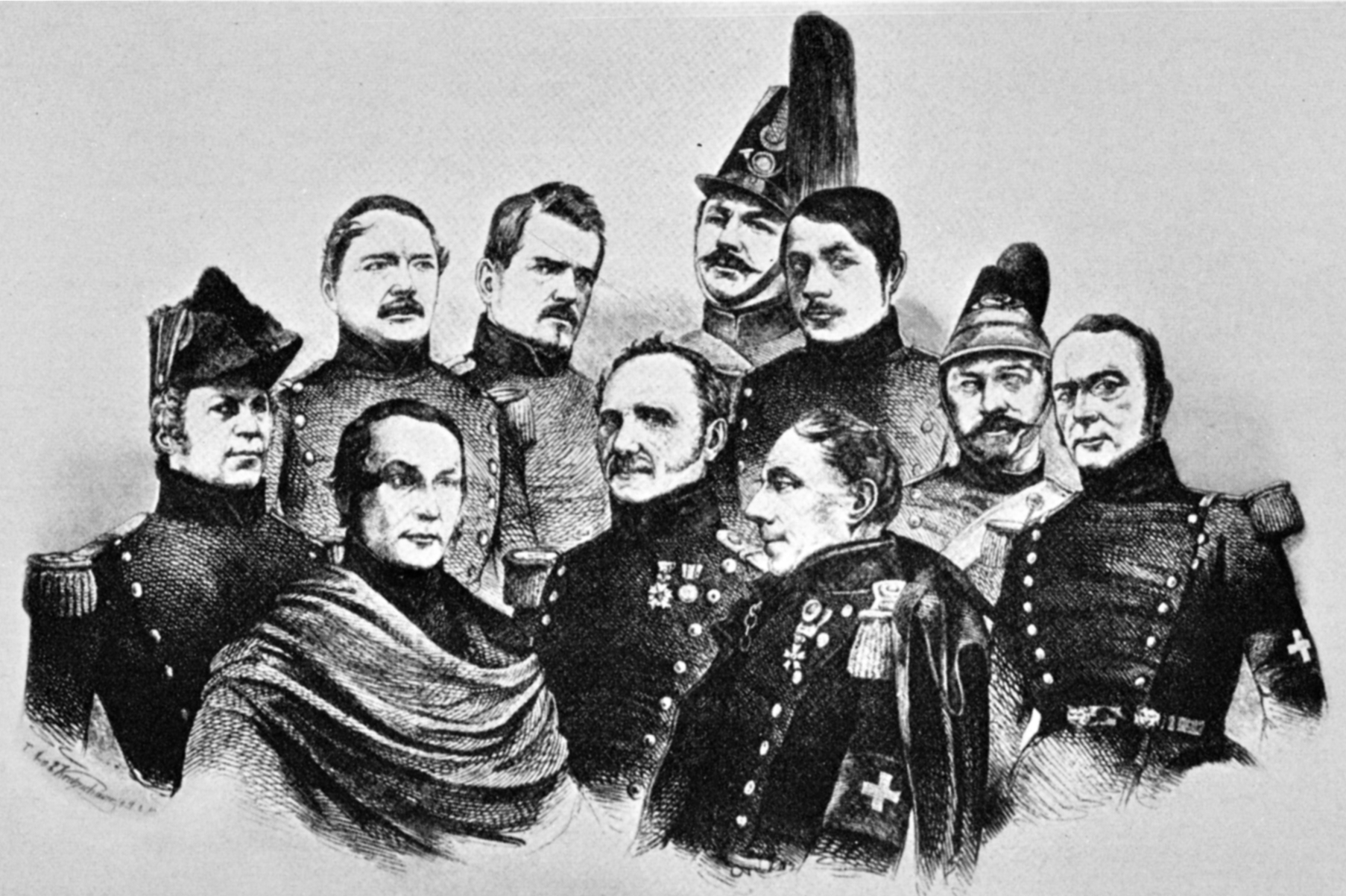
Der eidgenössische Stab während des Sonderbundskrieges 1847: Der General und sein Stab

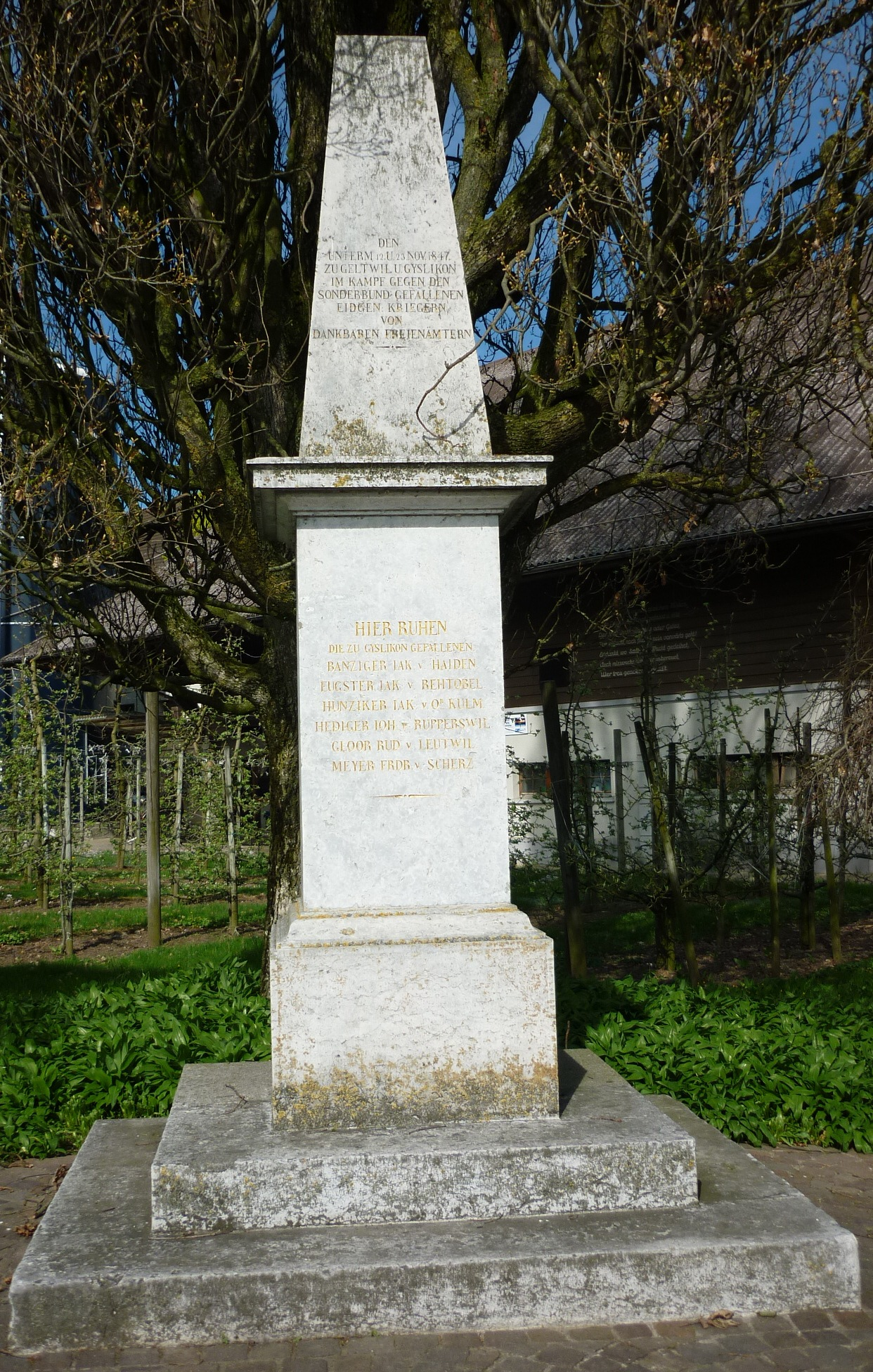
Ehemaliger Grabstein aus Muri als Denkmal in Geltwil

Am 30. Oktober beschloss die Tagsatzung die Mobilisierung der Truppen der Kantone. Die Kantone Appenzell Innerrhoden und Neuenburg erklärten ihre Neutralität und schickten keine Truppen. Der Kanton Basel-Stadt gab seine neutrale Stellung am 6. November auf und unterstellte seine Truppen dem eidgenössischen Kommando.
Die Kriegshandlungen wurden durch den Einfall der Sonderbundstruppen am 3. November 1847 ins Tessin eröffnet. Am 12. November erfolgte ein weiterer Vorstoss ins aargauische Freiamt. Beide Expeditionen scheiterten jedoch. Im Tessin kehrten die Truppen nach dem Tod ihrer führenden Offiziere um. Im Freiamt trafen die Sonderbundstruppen beim Gefecht von Geltwil und beim Gefecht bei Lunnern auf Verbände der eidgenössischen Armee – beide Treffen endeten ohne entscheidenden Sieg der Angreifer im allgemeinen Chaos.
Die eidgenössische Armee von fast 100'000 Mann unter dem General Guillaume-Henri Dufour rückte ab dem 11. November gegen die Sonderbundskantone vor. Am 13. November wurde Leutnant de Cerjat von General Dufour zu den Behörden der Stadt Freiburg geschickt, um sie zur Kapitulation aufzufordern. Freiburg, isoliert vom Rest des Sonderbundes, wurde zur Kapitulation gezwungen. Dann begann man, Pläne gegen Luzern, die Hochburg des Sonderbundes, zu schmieden. Während die Operation gegen Luzern vorbereitet wurde, kam die Meldung, dass am 17. November eine Kolonne der Sonderbundstruppen den Gotthardpass überquert und eidgenössische Truppen im Tessin bei einem Gefecht bei Airolo in die Flucht geschlagen hatte.
Am 22. November begann der Angriff gegen Luzern. Während dieser Auseinandersetzungen achtete Dufour streng auf die Einhaltung humanitärer Grundsätze bei den Kampfhandlungen. Der überlieferte Grundsatz von General Dufour lautete:
«Il faut sortir de cette lutte non seulement victorieux, mais aussi sans reproche.»
(«Wir müssen aus diesem Kampf nicht nur siegreich, sondern auch ohne Vorwurf hervorgehen.»)
Diese Aussage galt als Führungsmaxime an seine unterstellten Kommandanten. Die von Johann Ulrich von Salis-Soglio befehligten Truppen des Sonderbundes wurden am 23. November bei Gisikon, Meierskappel und Schüpfheim geschlagen, worauf Luzern am 24. November kapitulierte und besetzt wurde. Die übrigen Innerschweizer Kantone des Sonderbundes beschlossen am Tag darauf bei einer Konferenz in Brunnen ebenfalls die Kapitulation; als letzter Kanton ergab sich am 29. November das Wallis. Nach offiziellen Angaben hat der Sonderbundskrieg 150 Menschen das Leben gekostet und rund 400 Verwundete gefordert.

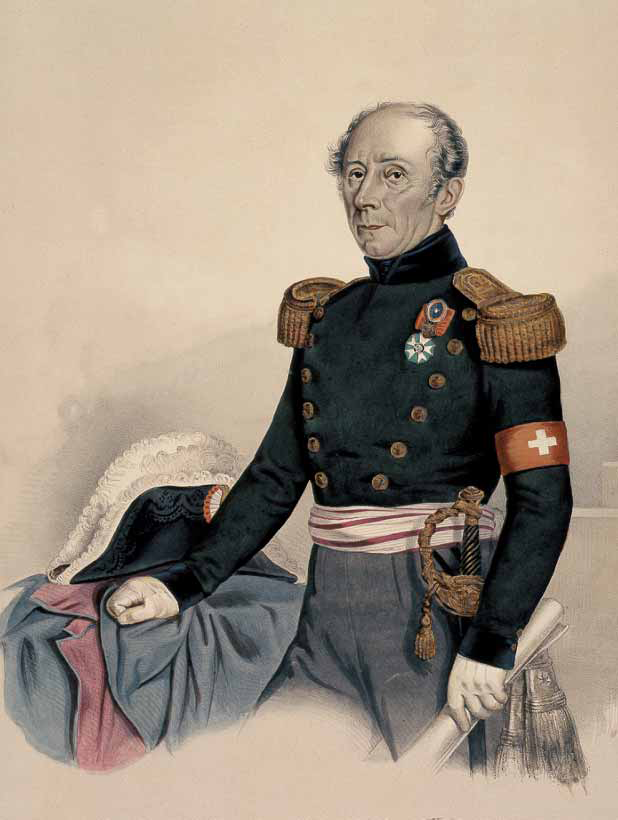
General Guillaume-Henri Dufour

## Folgen
Die Verfassungen und Regierungen in den besiegten Kantonen wurden durch die Kriegssieger in liberalem Sinn revidiert. Ausserdem mussten die Verlierer die Kriegskosten durch hohe Reparationszahlungen begleichen. Die in Luzern wieder an die Macht gelangten Liberalen lösten zur Schuldentilgung weitere Klöster im Kanton auf.
Eine Kollektivnote Österreichs, Preussens, Frankreichs und Russlands vom 18. Januar 1848 erklärte allerdings, dass diese Mächte keine Veränderung des Bundesvertrages von 1815 zulassen würden, die mit der Souveränität der Kantone in Widerspruch stehe. Die von den Kriegssiegern beherrschte Tagsatzung wies mit Entschiedenheit diese Einmischung zurück. Der britische Aussenminister Lord Palmerston, der schon die Abstimmung der Note unter den Grossmächten verzögert hatte, liess Dufour unter der Hand sagen, möglichst schnell ein Ende zu machen. Da dies gelang und ausserdem kurz darauf aufgrund der angespannten innenpolitischen Lage in Frankreich die Februarrevolution und anschliessend in den deutschen Staaten die Märzrevolution ausbrach, blieben Konsequenzen indessen aus.

## Die Verfassung von 1848
Der Ausgang des Kriegs entschied auch den Sieg der Bundesrevision: Die Tagsatzung beschloss unter Missachtung der Revisionsregeln im geltenden Bundesvertrag (der für Vertragsänderungen, wie bei einem Staatenbund üblich, Einstimmigkeit oder zumindest Geltung der geänderten Regelungen nur für die zustimmenden Stände erforderte) nach dem Muster der Vereinigten Staaten die in ihren Grundzügen bis heute bestehende Bundesverfassung: Nach dieser Veränderung bildete die Schweiz anstelle des von den souveränen Kantonen gebildeten losen Staatenbundes einen fester gefügten Bundesstaat ohne Austrittsrecht einzelner Kantone.
Dem Bund wurden das ausschliessliche Recht über Krieg und Frieden, der Verkehr mit dem Ausland, das Zoll-, Post- und Münzwesen, Mass und Gewicht, die Organisation des Bundesheers, der höhere Militärunterricht, die Garantie republikanisch-demokratischer Kantonalverfassungen, der politischen Rechtseinheit, der Glaubensfreiheit, der Presse- und Vereinsfreiheit usw. übertragen.
An die Stelle der Tagsatzung trat eine in ihrer Stimmabgabe freie Bundesversammlung, bestehend aus der Vertretung der Kantone (Ständerat) und des Schweizer Volkes (Nationalrat), an die Stelle des bisherigen wechselnden Vorortes trat als höchste vollziehende Behörde eine siebenköpfige Kollegialbehörde, der Bundesrat; ebenso wurde ein Bundesgericht eingesetzt.
Über die neue Verfassung wurde in den meisten Kantonen abgestimmt. Im Kanton Freiburg wurde die Verfassung vom Grossen Rat ratifiziert, da man eine Ablehnung durch das Volk befürchtete. Im Kanton Luzern zählte die liberale Regierung die Nicht-Stimmenden zu den Befürwortern und erzielte so eine Annahme. So kam es zu einem klaren Resultat: Die Tagsatzung stellte fest, dass 15½ Kantone mit 1'897'887 Einwohnern gegen 6½ verwerfende mit 292'371 Einwohnern die neue Verfassung angenommen hatten. Vom zuvor gepflegten Prinzip der Gleichheit der Kantone ging die Tagsatzung neu zum Mehrheitsprinzip über, erklärte die Verfassung am 12. September 1848 als angenommen und löste sich auf. Der Verfassungshistoriker Alfred Kölz betrachtet dieses Vorgehen als «formell unrechtmässig und mithin revolutionär».
Die erste Bundesversammlung trat am 6. November in Bern, das zum Bundessitz bestimmt wurde, zusammen und wählte den ersten Bundesrat.

## Sonderbundskriegsschuld
Die Bundesbehörden haben ihre Kosten für die Kriegsführung den unterlegenen sieben Sonderbundskantonen auferlegt; diese Kosten wurden mit rund 6,1 Millionen Franken berechnet (entsprechen gemäss Entwicklung des Konsumentenpreisindex 91,3 Millionen Franken im Jahre 2010). Nach mehreren vergeblichen Anläufen für einen Verzicht auf diese Reparationsforderungen beschloss die Bundesversammlung am 13. August 1852, die noch nicht bezahlte Restschuld von 2,3 Millionen Franken zu erlassen (zum Vergleich: das Budget für das Jahr 1852 sah Ausgaben des Bundes von 11,5 Millionen Franken vor). Damit wurde ein Zeichen für die Versöhnung der früheren Bürgerkriegsgegner gesetzt. Der freisinnige Aargauer Nationalrat Samuel Friedrich Siegfried erklärte: «Wir gehören zusammen und Bruderliebe rechnet nicht».

## Themenweg zum Sonderbundskrieg
Im Sommer 2023 wurde der 13 Kilometer lange «Weg zur Schweiz» eröffnet. Der Themenwanderweg führt von Sins (AG) über Rotkreuz (ZG) nach Gisikon (LU). An 13 Stationen erfahren die Wanderer Wissenswertes über den Sonderbundskrieg.